# Jesper Lundqvist
Jesper Torbjörn Lundqvist, född 26 maj 1970, är en svensk författare.
Lundqvist har skrivit ett flertal böcker, de flesta riktade till barn, men är antagligen mest känd för Kivi och Monsterhund (2012), som är Sveriges första barnbok där ordet hen används som personligt pronomen.
Han har även skrivit sångtexter till Sveriges Radios figur Radioapan.